# 詹姆斯·W·馬歇爾
詹姆斯·威爾遜·馬歇爾（英語：James Wilson Marshall，1810年10月8日—1885年8月10日）是美國大木作和鋸木廠經營者。馬歇爾出生於紐澤西州。商人約翰·蘇特爾決定在位於加利福尼亞州科洛馬、美國河附近的定居點建立鋸木廠，而僱用馬歇爾興建和經營蘇特爾磨坊，鋸木廠的財產則歸約翰·蘇特爾所有。1848年1月24日，馬歇爾在建造蘇特爾磨坊時，在美國河發現黃金，這項發現引發加利福尼亞淘金潮。
儘管部分人確實因為發現金礦而致富，但馬歇爾和蘇特爾都沒有因為發現金礦而獲利。由於加利福尼亞淘金潮轉移當地人對於鋸木廠的關注，馬歇爾被相繼到來的掏金者趕走，鋸木廠也因此年久失修，最終未能按照計劃啟用。馬歇爾在1860年成為葡萄栽培商，並投資幾項不成功的金礦發掘工作。

## 外部連結
- 互联网档案馆中詹姆斯·W·馬歇爾的作品或与之相关的作品
- . Coloma Valley.   [October 5, 2006]. （原始内容存档于October 31, 2006）.
- . . 1900.
- 在Find a Grave上的詹姆斯·W·馬歇爾